# Kurtlar Vadisi Pusu
Kurtlar Vadisi Pusu è una serie televisiva turca andata in onda in Turchia per dieci stagioni dal 2007 al 2016.

## Personaggi e interpreti
- Polat Alemdar (stagioni 1–10), interpretato da Necati Şaşmaz, doppiato da Umut Tabak.
- Erhan Ufuk (stagioni 1–10), interpretato da Erhan Ufak, doppiato da Kadir Çermik.
- Abdülhey Çoban (stagioni 1–8), interpretato da Kenan Çoban, doppiato da Kadir Çermik.
- Memati Baş (stagioni 1–6), interpretato da Gürkan Uygun.
- İskender Büyük (stagioni 2–4), interpretato da Musa Uzunlar.
- Cahit Kaya (stagioni 4–10), interpretato da Cahit Kayaoğlu.
- Kara (stagioni 6–9), interpretato da Hakan Boyav.

## Episodi
| Stagione    | Episodi | Intervallo di episodi | Anno      |
| ----------- | ------- | --------------------- | --------- |
| Stagione 1  | 9       | 1–9                   | 2007      |
| Stagione 2  | 32      | 10–41                 | 2007–2008 |
| Stagione 3  | 22      | 42–63                 | 2008–2009 |
| Stagione 4  | 30      | 64–93                 | 2009–2010 |
| Stagione 5  | 35      | 94–128                | 2010–2011 |
| Stagione 6  | 33      | 129–161               | 2011–2012 |
| Stagione 7  | 34      | 162–195               | 2012–2013 |
| Stagione 8  | 34      | 196–229               | 2013–2014 |
| Stagione 9  | 34      | 230–263               | 2014–2015 |
| Stagione 10 | 37      | 264–300               | 2015–2016 |